# María Magdalena de Medici
María Magdalena de Médici (Palacio Pitti, Florencia, 29 de junio de 1600-Florencia, Italia, 28 de diciembre de 1633) fue una princesa de Toscana, hija de Fernando I de Médici y Cristina de Lorena y hermana por lo tanto de Cosme II de Medici.

## Primeros años
Nació con diversas malformaciones, y fue bautizada a los nueve años. A los veinte años, ingresó en el convento Della Crocetta (actual Museo Arqueológico Nacional de Florencia), aunque nunca llegó a tomar los hábitos. A su muerte, a los 33 años, fue enterrada allí.
María Magdalena tenía dificultades para subir escaleras. Las habitaciones construidas para ella en el monasterio por el arquitecto Giulio Parigi estaban conectadas por una serie de pasadizos elevados por encima del nivel de la calle por los que se podía desplazar sin el uso de escaleras y, sobre todo, sin necesidad de cruzar la calle y exponerse al público. 
Hoy cuatro arcos de uno de estos pasajes se mantienen: uno enfrente del Ospedale degli Innocenti, otro encima de la via della Pergola, otro por encima de la via Laura (para llegar a otro monasterio), y otro hasta la Basílica della Santissima Annunziata que terminaba en un cuarto con una celosía para atisbar la nave central, donde se sentaba con su pequeño séquito para asistir a misas y ceremonias
En el Palazzo della Crocetta había un largo corredor elevado similar, llamado corridoio mediceo, que María Magdalena utilizaba para desplazarse entre las habitaciones restantes del primer piso. Este pasaje recordaba al corredor vasariano.

## Muerte
A su muerte, a los 33 años, fue enterrada en el convento Della Crocetta (actual Museo Arqueológico Nacional de Florencia).